# Illit (nhóm nhạc)
Illit (/ˈaɪlɪt/; EYE-lit; tiếng Hàn: 아일릿; Romaja: aillit; được cách điệu là ILLIT hoặc :ll:+;  trước đây còn có tên I'll-It) là một nhóm nhạc nữ Hàn Quốc được thành lập bởi Belift Lab, một công ty con trực thuộc Hybe Corporation. Được thành lập thông qua chương trình sống còn hợp tác sản xuất giữa Belift Lab và JTBC vào năm 2023, R U Next?. Nhóm bao gồm 5 thành viên: Yunah, Minju, Moka, Wonhee và Iroha.

## Tên gọi

logo chính thức của Illit

Cái tên I'll-It được giới thiệu trong buổi phát sóng trực tiếp tập cuối của R U Next?. Trong tập phim, người ta giải thích rằng cái tên "đại diện cho việc lựa chọn động từ của riêng bạn để đặt giữa I'll và It ", truyền tải khả năng hành động và đưa ra quyết định một cách độc lập của các thành viên. Tên nhóm của họ bắt nguồn từ cụm từ "I Will Be It". Đây là tên nhóm kết hợp giữa ý chí tự chủ và chủ động (I will) với đại từ (It) biểu thị một điều gì đó đặc biệt. Tùy thuộc vào động từ phù hợp giữa hai từ, nó có thể trở thành bất cứ điều gì.

## Sự nghiệp

### 2023: Quá trình hình thành trước khi ra mắt thông quaR U Next?
Series R U Next? của đài JTBC với 10 tập, được phát sóng từ ngày 30 tháng 6 đến ngày 1 tháng 9 năm 2023, trong đó 22 thí sinh cạnh tranh để ra mắt trong một nhóm nhạc nữ 6 thành viên trực thuộc Belift Lab. Tập cuối chứng kiến sự hình thành đội hình 6 thành viên của nhóm, trong đó hai thành viên được công chúng lựa chọn và 4 thành viên được các nhà sản xuất của công ty lựa chọn. Đội hình cuối cùng của Wonhee, Youngseo, Minju, Iroha, Moka và Yunah, đã được công bố vào cuối buổi phát sóng. Trước khi tham gia show sống còn "R U Next?" thành viên Minju từng là thực tập sinh của YG Entertainment.  Vào ngày 5 tháng 1 năm 2024, Belift Lab thông báo Youngseo đã rời nhóm. Trước đó, Belift Lab và Youngseo đã thảo luận về các hoạt động trong tương lai của cô và đồng ý cho cả hai bên chấm dứt hợp đồng độc quyền.

### 2024: Ra mắt vớiSuper Real Mevà trở lại vớiI'll Like You

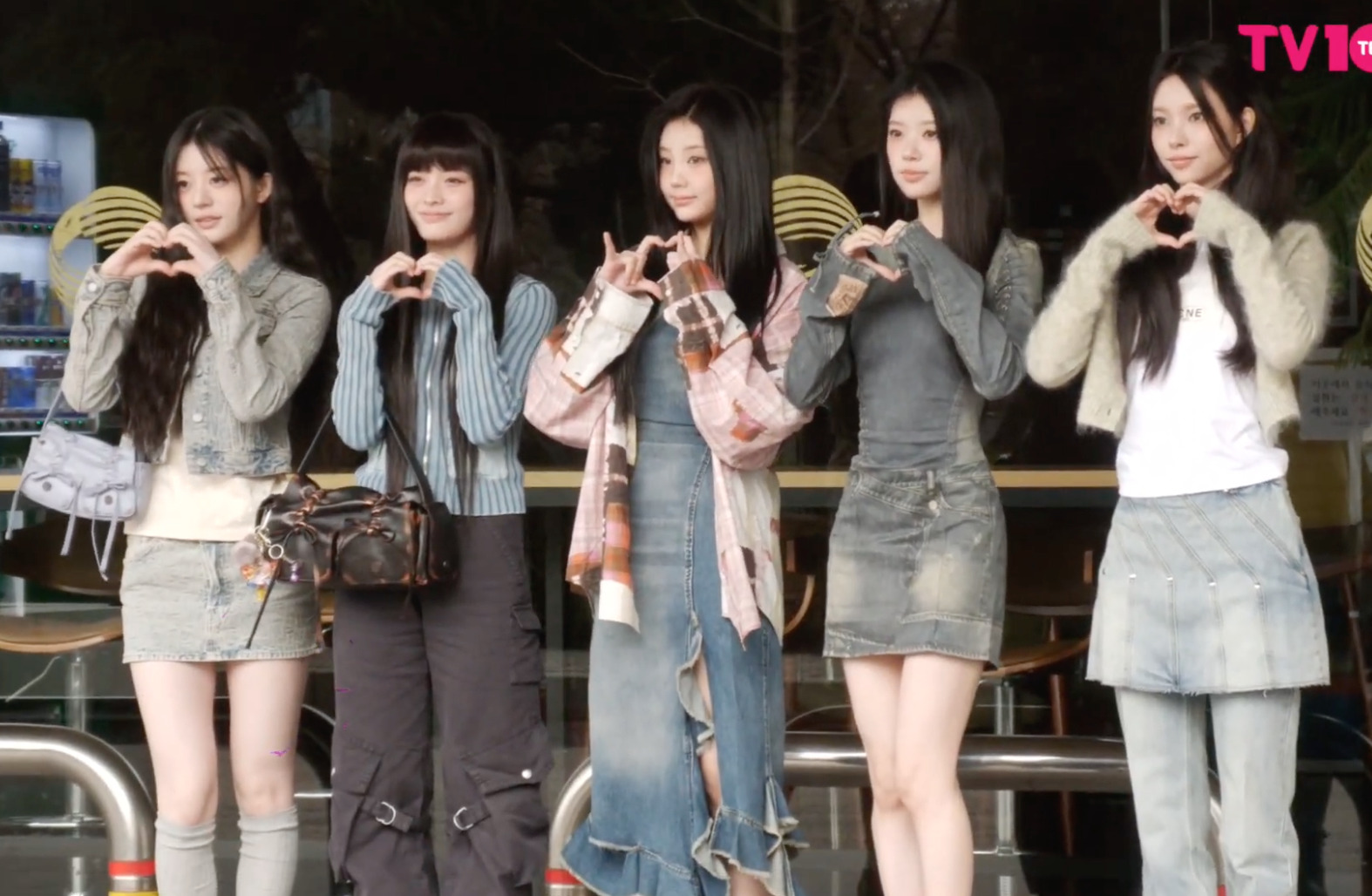
ILLIT tại Music Bank

Ngày 13 tháng 2, Belift Lab xác nhận rằng Illit sẽ ra mắt vào tháng 3. Ngày 21 tháng 2, thông tin ra mắt của Illit được một lần nữa xác nhận chính xác là ngày 25 tháng 3 với đĩa mở rộng đầu tiên, cùng sự tham gia của Chủ tịch Hybe Bang Si-hyuk với tư cách là nhà sản xuất album của nhóm. Ngày 26 tháng 2, công ty đã công bố tên EP đầu tiên Super Real Me của Illit, với thời gian đặt hàng trước được mở cùng ngày với thông báo. Ngày 28 tháng 2, Illit xuất hiện trước công chúng lần đầu tiên với tư cách một nhóm nhạc tại buổi trình diễn Acne Studios trong Tuần lễ Thời trang Paris, họ trở thành nghệ sĩ K-pop đầu tiên xuất hiện tại sự kiện này trước khi ra mắt chính thức. Danh sách ca khúc của Super Real Me được tiết lộ một tuần sau đó vào ngày 9 tháng 3, với "Magnetic" là đĩa đơn chủ đề. Tổng cộng có bốn bài hát, bao gồm cả "Magnetic", sẽ được phát hành. Ba bài hát khác trong album là "My World", "Midnight Fiction" và "Lucky Girl Syndrome". Đoạn teaser cho MV của đĩa đơn đầu tay sắp ra mắt "Magnetic" đã chính thức được phát hành vào ngày 22 tháng 3.
"Magnetic" trở thành đĩa đơn đầu tay đầu tiên của nhóm nhạc nữ K-pop lọt vào bảng xếp hạng Spotify toàn cầu trong cùng ngày phát hành, và tính đến ngày 6 tháng 4 năm 2024, "Magnetic" được xếp hạng thứ 15 trên cùng bảng xếp hạng. Tám ngày sau khi Illit ra mắt, "Magnetic" đã lọt vào bốn Bảng xếp hạng Billboard của Hoa Kỳ. Illit cũng đã trở thành nhóm nhạc K-pop đầu tiên ra mắt trên Bảng xếp hạng Đĩa đơn Chính thức của Anh, với "Magnetic" xếp thứ 80 trong số 100 bài hát hàng đầu của bảng xếp hạng.
Vào ngày 23 tháng 9, Belift Lab xác nhận rằng nhóm sẽ phát hành album mở rộng thứ hai I'll Like You vào ngày 21 tháng 10. Buổi giới thiệu album trở lại diễn ra hai ngày sau ngày phát hành chính thức của album. Album ra mắt trên bảng xếp hạng Billboard 200 và xếp thứ 94 trong danh sách. Vào ngày 22 tháng 11, Illit phát hành phiên bản tiếng Anh của "Tick-Tack", có tựa đề "Baby It's Both" với sự góp mặt của Ava Max

### 2025-nay: Phát hành đĩa đơn tiếng Nhật đầu tiênAlmond Chocolate
Ngày 14 tháng 2 năm 2025, Illit phát hành đĩa đơn tiếng Nhật đầu tiên của nhóm mang tên "Almond Chocolate". Ca khúc này cũng góp mặt trong album nhạc phim của bộ phim live-action Nhật Bản It Takes More Than a Pretty Face to Fall in Love, được chuyển thể từ manga cùng tên. Đến ngày 10 tháng 3, phiên bản tiếng Hàn của "Almond Chocolate" chính thức được phát hành.
Ngày 30 tháng 4, Theo phỏng vấn độc quyền từ IZE, nhóm sẽ trở lại vào giữa tháng 6.
Ngày 7 tháng 5, Yunah và Minju hợp tác với Kylie Cantrall trong ca khúc "See U Tonight".Ngày 14 tháng 5, Wonhee biểu diễn ca khúc OST "The Look In Your Eyes" cho bộ phim thần tượng Spring of Four Seasons.

## Phong cách nghệ thuật
Illit ra mắt với concept xoay quanh “cảm xúc chân thật của các cô gái tuổi teen”, khác biệt so với những cốt truyện “phức tạp” thường thấy ở các nhóm nhạc K-pop trước đây.
Nhà phê bình văn hóa đại chúng Kim Do-heon nhận định rằng thành công của Illit phần lớn đến từ việc nhóm tập trung khai thác “chủ đề về sự đồng cảm”, yếu tố đã góp phần định hình bản sắc âm nhạc của nhóm.

## Thành viên
- Chú thích: in đậm là nhóm trưởng

| Nghệ danh | Nghệ danh | Nghệ danh | Tên khai sinh  | Tên khai sinh   | Tên khai sinh  | Tên khai sinh | Tên khai sinh      | Ngày sinh        | Vai trò                                    | Nơi sinh                           | Quốc tịch |
| Latinh    | Hangul    | Kana      | Latinh         | Hangul          | Kana           | Hanja         | Hán-Việt           | Ngày sinh        | Vai trò                                    | Nơi sinh                           | Quốc tịch |
| Yunah     | 윤아      | ユナ      | Noh Yun-ah     | 노윤아          | ノ・ユナ       | 盧玧我        | Lư Doãn Nga        | 15 tháng 1, 2004 | Lead Dancer, Lead Vocalist                 | Chungju, Chungcheong Bắc, Hàn Quốc | Hàn Quốc  |
| Minju     | 민주      | ミンジュ  | Park Min-ju    | 박민주          | パク・ミンジュ | 朴慜柱        | Phác Mẫn Trụ       | 11 tháng 5, 2004 | Main Vocalist, Main Rapper, Dancer, Center | Namyangju, Gyeonggi, Hàn Quốc      | Hàn Quốc  |
| Moka      | 모카      | もか      | Sakai Moka     | 사카이 모카     | さかいもか     | 境萌花        | Cảnh Manh Hoa      | 8 tháng 10, 2004 | Lead Dancer, Vocalist                      | Fukuoka, Nhật Bản                  | Nhật Bản  |
| Wonhee    | 원희      | ウォンヒ  | Lee Won-hee    | 이원희          | イ・ウォンヒ   | 李沅禧        | Lý Nguyên Hi       | 26 tháng 6, 2007 | Lead Vocalist, Face of the group, Center   | Busan, Hàn Quốc                    | Hàn Quốc  |
| Iroha     | 이로하    | いろは    | Hokazono Iroha | 호카조노 이로하 | ほかぞのいろは | 外園 彩羽     | Ngoại Viên Thái Vũ | 4 tháng 2, 2008  | Main Dancer, Vocalist, Maknae              | Tokyo, Nhật Bản                    | Nhật Bản  |

## Hợp đồng quảng bá
Vào tháng 3 năm 2024, Illit được chọn làm gương mặt đại diện cho chiến dịch toàn cầu SS24 của Acne Studios. Ngày 28 tháng 3, nhóm tiếp tục trở thành người mẫu thương hiệu mới của KT Y.
Tháng 4 năm 2024, Wonhee được công bố là người mẫu mới của thương hiệu nước uống thể thao Nhật Bản, Pocari Sweat. Đến ngày 1 tháng 5, nhóm tiếp tục trở thành đại diện cho thương hiệu mỹ phẩm Pháp, Bioderma. Đến ngày 28 tháng 5, Illit tiếp tục trở thành đại sứ thương hiệu của hãng dép Mỹ Crocs.
Tháng 2 năm 2025, hai thành viên Moka và Iroha được công bố là đại sứ mới cho dòng kem chống nắng Tone Up UV của La Roche-Posay. Đến tháng 3, Illit chính thức trở thành đại sứ thương hiệu của Lacoste Nhật Bản.Đến ngày 26 tháng 3, Illit được công bố là người mẫu mới của thương hiệu nước uống thể thao Nhật Bản, Pocari Sweat.

## Danh sách đĩa nhạc

### Mini-album
| Tên           | Thông tin chi tiết                                                                                        |
| ------------- | --- |
| Super Real Me | - Ngày phát hành: 25 tháng 3 năm 2024 - Hãng đĩa: Belift Lab - Định dạng: CD, digital download, streaming |

### Đĩa đơn
| Tên        | Năm  | Thứ hạng cao nhất | Thứ hạng cao nhất | Album         |
| Tên        | Năm  | HQ                | NZ Hot            | Album         |
| ---------- | ---- | ----------------- | ----------------- | ------------- |
| "Magnetic" | 2024 | TBA               | 20                | Super Real Me |

### Bảng xếp hạng bài hát khác
| Tên                   | Năm  | Thứ hạng cao nhất | Album         |
| Tên                   | Năm  | KOR               | Album         |
| --------------------- | ---- | ----------------- | ------------- |
| "My World"            | 2024 | 153               | Super Real Me |
| "Lucky Girl Syndrome" | 2024 | 127               | Super Real Me |
| "Midnight Fiction"    | 2024 | 173               | Super Real Me |

## Giải thưởng và đề cử
| Giải thưởng              | Năm  | Hạng mục                                      | Đề cử cho     | Kết quả      | Chú thích     |
| ------------------------ | ---- | --------------------------------------------- | ------------- | ------------ | ------------- |
| Asian Pop Music Awards   | 2024 | Top 20 Songs of the Year (Overseas)           | "Magnetic"    | Đoạt giải    | [ 39 ]        |
| Asian Pop Music Awards   | 2024 | Best Dance Performance (Overseas)             | "Magnetic"    | Đề cử        | [ 40 ]        |
| Asian Pop Music Awards   | 2024 | Best New Artist (Overseas)                    | Super Real Me | Đề cử        | [ 40 ]        |
| Billboard Music Awards   | 2024 | Top Global K-Pop Song                         | "Magnetic"    | Đề cử        | [ 41 ]        |
| D Awards                 | 2025 | Delights Blue Label                           | Illit         | Đoạt giải    | [ 42 ]        |
| D Awards                 | 2025 | Dreams Silver Label                           | Illit         | Đoạt giải    | [ 42 ]        |
| D Awards                 | 2025 | Best Choreography                             | Illit         | Đoạt giải    | [ 42 ]        |
| D Awards                 | 2025 | Best Girl Group Popularity Award              | Illit         | Đề cử        | [ 43 ]        |
| Hanteo Music Awards      | 2025 | Rookie of the Year – Female                   | Illit         | Đoạt giải    | [ 44 ]        |
| Hanteo Music Awards      | 2025 | Artist of the Year (Bonsang)                  | Illit         | Đề cử        | [ 45 ]        |
| Hanteo Music Awards      | 2025 | Global Artist – Africa                        | Illit         | Đề cử        | [ 46 ]        |
| Hanteo Music Awards      | 2025 | Global Artist – Asia                          | Illit         | Đề cử        | [ 46 ]        |
| Hanteo Music Awards      | 2025 | Global Artist – Europe                        | Illit         | Đề cử        | [ 46 ]        |
| Hanteo Music Awards      | 2025 | Global Artist – North America                 | Illit         | Đề cử        | [ 46 ]        |
| Hanteo Music Awards      | 2025 | Global Artist – Oceania                       | Illit         | Đề cử        | [ 46 ]        |
| Hanteo Music Awards      | 2025 | Global Artist – South America                 | Illit         | Đề cử        | [ 46 ]        |
| Hanteo Music Awards      | 2025 | WhosFandom Award – Female                     | Illit         | Đề cử        | [ 46 ]        |
| Golden Disc Awards       | 2024 | Best Digital Song (Bonsang)                   | "Magnetic"    | Đoạt giải    | [ 47 ] [ 48 ] |
| Golden Disc Awards       | 2024 | Rookie Artist of the Year                     | Illit         | Đoạt giải    | [ 47 ] [ 48 ] |
| Golden Disc Awards       | 2024 | Song of the Year (Daesang)                    | "Magnetic"    | Đề cử        | [ 49 ] [ 50 ] |
| Golden Disc Awards       | 2024 | Most Popular Artist – Female                  | Illit         | Đề cử        | [ 49 ] [ 50 ] |
| iHeartRadio Music Awards | 2025 | Best New Artist (K-pop)                       | Illit         | Đoạt giải    | [ 51 ] [ 52 ] |
| iHeartRadio Music Awards | 2025 | K-pop Song of the Year                        | "Magnetic"    | Đề cử        | [ 51 ] [ 52 ] |
| iHeartRadio Music Awards | 2025 | Favorite K-pop Dance Challenge                | "Magnetic"    | Đề cử        | [ 51 ] [ 52 ] |
| Japan Gold Disc Award    | 2025 | Song of the Year by Download (Asia)           | "Magnetic"    | Đoạt giải    | [ 53 ]        |
| Japan Gold Disc Award    | 2025 | Song of the Year by Streaming (Asia)          | "Magnetic"    | Đoạt giải    | [ 53 ]        |
| Japan Gold Disc Award    | 2025 | Best 5 Songs by Streaming                     | "Magnetic"    | Đoạt giải    | [ 53 ]        |
| Japan Record Awards      | 2024 | New Artist Award                              | Illit         | Đoạt giải    | [ 54 ]        |
| Korea Grand Music Awards | 2024 | Best 10 Artists                               | Illit         | Đề cử        | [ 55 ]        |
| Korea Grand Music Awards | 2024 | Best 10 Songs                                 | "Magnetic"    | Đề cử        | [ 55 ]        |
| Korea Grand Music Awards | 2024 | Best Rookie – Artist                          | Illit         | Đề cử        | [ 55 ]        |
| Korea Grand Music Awards | 2024 | Best Rookie – Song                            | "Magnetic"    | Đề cử        | [ 55 ]        |
| Korea Grand Music Awards | 2024 | Trend of the Year                             | Illit         | Đề cử        | [ 56 ]        |
| Korean Music Awards      | 2025 | Rookie of the Year                            | Illit         | Đề cử        | [ 57 ] [ 58 ] |
| Korean Music Awards      | 2025 | Best K-pop Song                               | "Magnetic"    | Đề cử        | [ 57 ] [ 58 ] |
| Mnet Asian Music Awards  | 2024 | Best New Artist – Female                      | Illit         | Đoạt giải    | [ 59 ]        |
| Mnet Asian Music Awards  | 2024 | Artist of the Year                            | Illit         | Đề cử        | [ 60 ]        |
| Mnet Asian Music Awards  | 2024 | Best Choreography                             | "Magnetic"    | Đề cử        | [ 60 ]        |
| Mnet Asian Music Awards  | 2024 | Best Dance Performance – Female               | "Magnetic"    | Đề cử        | [ 60 ]        |
| Mnet Asian Music Awards  | 2024 | Fan's Choice of the Year – Female             | Illit         | Đề cử        | [ 60 ]        |
| Mnet Asian Music Awards  | 2024 | Fans' Choice of the Year                      | Illit         | Đề cử        | [ 60 ]        |
| Mnet Asian Music Awards  | 2024 | Song of the Year                              | "Magnetic"    | Đề cử        | [ 60 ]        |
| Melon Music Awards       | 2024 | New Artist of the Year                        | Illit         | Đoạt giải    | [ 61 ]        |
| Melon Music Awards       | 2024 | Album of the Year                             | Super Real Me | Đề cử        | [ 62 ]        |
| Melon Music Awards       | 2024 | Best Group – Female                           | Illit         | Đề cử        | [ 62 ]        |
| Melon Music Awards       | 2024 | Song of the Year                              | "Magnetic"    | Đề cử        | [ 62 ]        |
| MTV Europe Music Awards  | 2024 | Best Asia Act                                 | Illit         | Đề cử        | [ 63 ]        |
| Music Awards Japan       | 2025 | Best K-pop Song in Japan                      | "Magnetic"    | Chưa công bố | [ 64 ]        |
| Music Awards Japan       | 2025 | Best of Listeners' Choice: International Song | "Magnetic"    | Chưa công bố | [ 64 ]        |
| TikTok Awards Korea      | 2024 | Best Viral Song                               | "Magnetic"    | Đoạt giải    | [ 65 ]        |

## Danh sách video

### Video âm nhạc
| Tên                   |      | Đạo diễn                     | Chú thích     |
| "Magnetic"            | 2024 | DQM                          | [ 66 ]        |
| "Lucky Girl Syndrome" | 2024 | Kim In Tae (AFF)             | [ 67 ] [ 68 ] |
| "Cherish (My Love)"   | 2024 | Hasegawa Anderson (Digipedi) | [ 69 ]        |
| "Tick-Tack"           | 2024 | Yuann                        | [ 70 ]        |
| "Almond Chocolate"    | 2025 | DQM                          | [ 71 ]        |
| "Do The Dance"        | 2025 | Zac Dov Wiesel               |               |
| "Jellyous"            | 2025 | Ha Jung-Hoon (Hattrick)      |               |

## Danh sách phim và chương trình

### Chương trình truyền hình
| Năm  | Tên                   | Ghi chú                                                           | Chú thích |
| ---- | --------------------- | ----------------------------------------------------------------- | --------- |
| 2023 | R U Next?             | Chương trình sống còn để chọn ra thành viên được ra mắt cho illit | [ 72 ]    |
| 2024 | Illit: I'll (Show) It | Trương trình đầu tiên sau khi ra mắt                              | [ 73 ]    |

### Chương trình chiếu mạng
| Năm          | Tên                | Ghi chú                                                               | Chú thích |
| ------------ | ------------------ | --------------------------------------------------------------------- | --------- |
| 2023         | I'll Like It!      | Chương trình thực tế trước khi ra mắt; 6 tập                          | [ 72 ]    |
| 2023–present | Behind-It          | Hậu trường về hoạt động của các thành viên                            | [ 74 ]    |
| 2024         | Illit Ready        | Chương trình thực tế trước khi ra mắt; 4 tập                          | [ 75 ]    |
| 2024         | Super Real Illit   | Phim tài liệu về quá trình chuẩn bị ra mắt của nhóm; 3 tập            | [ 76 ]    |
| 2024         | 10 Minute Debate   | Chương trình tạp kỹ                                                   | [ 77 ]    |
| 2024–present | Beside-It          | Những cảnh quay ngắn về hoạt động của các thành viên                  | [ 78 ]    |
| 2024–present | Log-It             | Nội dung vlog của các thành viên                                      | [ 79 ]    |
| 2024–present | Super Illit        | Chương trình tạp kỹ hàng tuần; khởi chiếu vào ngày 1 tháng 7 năm 2024 | [ 80 ]    |
| 2024–present | The Night of Illit | Chương trình tạp kỹ hàng tuần; khởi chiếu vào ngày 5 tháng 7 năm 2024 | [ 81 ]    |
| 2025         | I'll Like It! 2    | Chương trình thực tế; 4 tập                                           | [ 82 ]    |

## Chương trình âm nhạc

#### The Show
| Năm  | Ngày      | Bài hát    | Điểm |
| ---- | --------- | ---------- | ---- |
| 2024 | 2 tháng 4 | "Magnetic" | 6904 |
| 2024 | 9 tháng 4 | "Magnetic" | 8890 |

#### Show Champion
| Năm  | Ngày       | Bài hát    | Điểm |
| ---- | ---------- | ---------- | ---- |
| 2024 | 17 tháng 4 | "Magnetic" | 4188 |

#### M Countdown
| Năm  | Ngày       | Bài hát    | Điểm |
| ---- | ---------- | ---------- | ---- |
| 2024 | 18 tháng 4 | "Magnetic" | 5371 |
| 2024 | 25 tháng 4 | "Magnetic" | 6262 |

#### Music Bank
| Năm  | Ngày       | Bài hát    | Điểm |
| ---- | ---------- | ---------- | ---- |
| 2024 | 19 tháng 4 | "Magnetic" | 5096 |

#### Show! Music Core
| Năm  | Ngày       | Bài hát    | Điểm |
| ---- | ---------- | ---------- | ---- |
| 2024 | 13 tháng 4 | "Magnetic" | 6307 |
| 2024 | 20 tháng 4 | "Magnetic" | 6503 |
| 2024 | 27 tháng 4 | "Magnetic" | 6067 |

#### Inkigayo
| Năm  | Ngày       | Bài hát    | Điểm |
| ---- | ---------- | ---------- | ---- |
| 2024 | 21 tháng 4 | "Magnetic" | 7545 |
| 2024 | 28 tháng 4 | "Magnetic" | 6306 |
| 2024 | 5 tháng 5  | "Magnetic" | 6640 |

## Buổi hòa nhạc và chuyến lưu diễn

### Buổi hòa nhạc
- ILLIT GLITTER DAY

| Ngày (2025) | Thành phố/Quốc gia | Địa điểm            | Người tham dự | Chú thích |
| ----------- | ------------------ | ------------------- | ------------- | --------- |
| 7 tháng 6   | Seoul, Hàn Quốc    | Hội trường Olympic  | TBA           | [ 83 ]    |
| 8 tháng 6   | Seoul, Hàn Quốc    | Hội trường Olympic  | TBA           | [ 83 ]    |
| 10 tháng 8  | Kanagawa, Nhật Bản | PIA ARENA MM        | TBA           | [ 84 ]    |
| 11 tháng 8  | Kanagawa, Nhật Bản | PIA ARENA MM        | TBA           | [ 84 ]    |
| 3 tháng 9   | Osaka, Nhật Bản    | Hội trường Osaka-jō | TBA           | [ 84 ]    |
| 4 tháng 9   | Osaka, Nhật Bản    | Hội trường Osaka-jō | TBA           | [ 84 ]    |

## Biểu tượng đại diện cho từng thành viên
Yunah 🐆
Minju 🐰🐤
Moka 🐹/☕🐻
Wonhee 🐿️🦭
Iroha 🐢